# Отвоцкий повет
Отвоцкий повет (пол. Powiat otwocki) — повет (район) в Польше, входит как административная единица в Мазовецкое воеводство. Центр повета — город Отвоцк. Занимает площадь 615,09 км². Население — 122 342 человека (на 2013 год).

## Административное деление
- города: Юзефув, Отвоцк, Карчев
- городские гмины: Юзефув, Отвоцк
- городско-сельские гмины: Гмина Карчев
- сельские гмины: Гмина Целестынув, Гмина Колбель, Гмина Осецк, Гмина Собене-Езёры, Гмина Вёнзовна

## Демография
Население повета дано на 2013 год.
| Перепись            | Всего   | Мужчины | Женщины |
| ------------------- | ------- | ------- | ------- |
| Всего               | 122 342 | 58 587  | 63 755  |
| Городское население | 75 118  | 35 420  | 39 698  |
| Сельское население  | 47 224  | 23 167  | 24 057  |